# 田辺・弁慶映画祭
田辺・弁慶映画祭（たなべ・べんけいえいがさい）は和歌山県田辺市で毎年開催される映画祭。

## 映画祭名称の由来
田辺・弁慶映画祭の名称は開催地である和歌山県田辺市の田辺と、田辺市に縁の深い人物である武蔵坊弁慶に由来している。武蔵坊弁慶は田辺市にて出生したと伝えられており、市内各所に、弁慶の父である熊野別当湛増ゆかりの闘鶏神社や弁慶の腰掛石、弁慶松等の史跡がある。

## 概要
主催は、田辺・弁慶映画祭実行会で2007年に第1回を開催し、以降毎年11月頃に開催。
新人監督を対象としたコンペティションを実施。審査員には、映画有識者を特別審査員、映画検定合格者を映検審査員として迎え、2012年より市民審査員を募集し、市民も交えて受賞作品を決定している。映画検定合格者を審査員としている映画祭でもある。
2008年より東京国際映画祭と提携、田辺・弁慶映画祭のコンペティション部門の作品に対する東京国際映画祭からの賞を創設。東京国際映画祭の日本映画スプラッシュの受賞作品を田辺・弁慶映画祭にて上映する等、相互の交流を図っている。
2009年まではアジアの新人監督を対象としていたが、2010年以降は日本の新人監督の発掘に特化しコンペティションを継続。
コンペティション部門にて受賞の沖田修一（第2回 市民審査賞）や瀬田なつき（第3回 東京国際映画祭チェアマン特別奨励賞）、加藤行宏（第4回 特別審査員賞・映検審査員賞）、今泉力哉（第4回 市民審査賞）が、その後商業映画デビューを果たすなど活躍しており、インディーズの登竜門となる映画祭  である。

また、各賞の中には映画検定1級、2級合格者で構成される映検審査員20名が審査にあたる映検審査員賞が、2016年まであった。2017年からは、「過去1年6ヶ月の間に、劇場で50本以上の映画を鑑賞した者」で構成されるキネマイスター審査員によるキネマイスター審査員賞に変更されている。
2011年より田辺市や和歌山県内で撮影された映画や、田辺市・和歌山県出身者が制作した映画を対象に募集し応援作品として上映。2014年にはコンペティション作品、招待作品、応援作品の他、アニソンライブが開催された。
2016年で開催10回を迎え、記念映画「ポエトリーエンジェル」が制作、同映画祭にて上映された。また第10回のコンペティション部門では塚田万理奈の「空(カラ)の味」がグランプリ・女優賞を含む4冠を達成した。

## 第10回開催記念映画
2016年（平成28年）に第10回開催となることを記念し、記念映画を制作するための「企画コンペ」を実施。
22監督から計27企画の応募があり「独裁者、古賀。」で第8回コンペティション部門に入選した飯塚俊光の「ポエトリーエンジェル」が最優秀に選ばれた。
本映画は、岡山天音と武田玲奈のダブル主演となっており、「詩のボクシング」を題材とした作品。7月30日に田辺市内でクランクイン、首都圏近郊でもロケを行い、第10回同映画祭にて初上映された。

## オンライン開催
2020年の第14回田辺・弁慶映画祭は、新型コロナウイルス感染拡大の影響に伴い、安全確保と予防のため、会場を設けない完全オンライン映画祭として開催した。。
全国から応募のあった123作品の中から入選した8作品を公式サイト上で上映し、延べ視聴者数は2644人を記録した。。
オンライン上映はオンデマンド方式ではなく、コンペティションということを考慮したスケジュール方式で上映され、各作品の上映後には松崎まこと（映画活動家）と監督・出演者によるトークセッションも配信された。
監督やプレゼンター、現地をオンライン中継でつないだ表彰式はリアルタイムで実施され、野本梢監督の「愛のくだらない」がグランプリを獲得した。

## 受賞作品
| 開催年度       | 各賞                                | 受賞作                                       | 監督/俳優                      |
| -------------- | ----------------------------------- | -------------------------------------------- | ------------------------------ |
| 第1回（2007）  | 特別審査員賞                        | 「妻の愛人に会う」                           | キム・テシク                   |
| 第1回（2007）  | 映検審査員賞                        | 「観察 永遠に君を見つめて」                  | 横井健司                       |
| 第1回（2007）  | 市民審査賞                          | 「琉球カウボーイ、よろしくゴザイマス」       | 當間早志、福永周平、大城直也   |
| 第2回（2008）  | 特別審査員賞                        | 「オールドフィッシュ -チチハルの時限爆弾-」  | 高群書（ガオ・チェンシュ）     |
| 第2回（2008）  | 映検審査員賞                        | 「オールドフィッシュ -チチハルの時限爆弾-」  | 高群書（ガオ・チェンシュ）     |
| 第2回（2008）  | 市民審査賞                          | 「後楽園の母」                               | 沖田修一                       |
| 第2回（2008）  | 東京国際映画祭チェアマン特別奨励賞  | 「アクションボーイズ」                       | チョン・ビョンギル             |
| 第3回（2009）  | 特別審査員賞                        | 「バンドゥビ」                               | シン・ドンイル                 |
| 第3回（2009）  | 映検審査員賞                        | 「バンドゥビ」                               | シン・ドンイル                 |
| 第3回（2009）  | 市民審査賞                          | 「ナーダムを探して」                         | 宝力徳（バオ・ライド）         |
| 第3回（2009）  | 東京国際映画祭チェアマン特別奨励賞  | 「彼方からの手紙」                           | 瀬田なつき                     |
| 第4回（2010）  | 特別審査員賞                        | 「人の善意を骨の髄まで吸い尽くす女」         | 加藤行宏                       |
| 第4回（2010）  | 映検審査員賞                        | 「人の善意を骨の髄まで吸い尽くす女」         | 加藤行宏                       |
| 第4回（2010）  | 市民審査賞                          | 「たまの映画」                               | 今泉力哉                       |
| 第4回（2010）  | 東京国際映画祭 チェアマン特別奨励賞 | 「マイムマイム」                             | 岨手由貴子                     |
| 第5回（2011）  | 特別審査員賞                        | 「チョッキン堪忍袋」                         | 天野千尋                       |
| 第5回（2011）  | 映検審査員賞                        | 「青すぎたギルティー」                       | 平波亘                         |
| 第5回（2011）  | 市民審査賞                          | 「ノラ」                                     | 大庭功睦                       |
| 第5回（2011）  | 東京国際映画祭 チェアマン特別奨励賞 | 「オードリー」                               | 勝又悠                         |
| 第5回（2011）  | 東京国際映画祭 チェアマン特別奨励賞 | 「正しく忘れる」                             | 井上真行                       |
| 第6回（2012）  | 最優秀作品賞 （グランプリ）         | 「虚しいだけ」                               | 今橋貴                         |
| 第6回（2012）  | 映検審査員賞                        | 「虚しいだけ」                               | 今橋貴                         |
| 第6回（2012）  | 市民審査賞                          | 「Heart Beat」                               | 浅沼直也                       |
| 第6回（2012）  | 東京国際映画祭チェアマン特別奨励賞  | 「犬のようだ」                               | 甲斐博和                       |
| 第7回（2013）  | 弁慶グランプリ                      | 「あの娘、早くババアになればいいのに」       | 頃安祐良                       |
| 第7回（2013）  | 映検審査員賞                        | 「マイ・ツイート・メモリー」                 | 松本卓也                       |
| 第7回（2013）  | 市民賞                              | 「あの娘、早くババアになればいいのに」       | 頃安祐良                       |
| 第7回（2013）  | 東京国際映画祭特別奨励賞            | 「反駁」                                     | 伊之沙紀                       |
| 第8回（2014）  | 弁慶グランプリ                      | 「ひとまずすすめ」                           | 柴田啓佑                       |
| 第8回（2014）  | 映検審査員賞                        | 「4mmベニヤ3枚と半」                         | 小崎基広                       |
| 第8回（2014）  | 市民賞                              | 「ひとまずすすめ」                           | 柴田啓佑                       |
| 第8回（2014）  | 文化通信社賞                        | 「還るばしょ」                               | 塚田万理奈                     |
| 第8回（2014）  | 男優賞                              | 「ひとまずすすめ/SLUM-POLIS」                | 木村知貴                       |
| 第8回（2014）  | 女優賞                              | 「ひとまずすすめ」                           | 斉藤夏美                       |
| 第9回（2015）  | 弁慶グランプリ                      | 「モラトリアム・カットアップ」               | 柴野太朗                       |
| 第9回（2015）  | 映検審査員賞                        | 「INNOCENT 15」                              | 甲斐博和                       |
| 第9回（2015）  | 市民賞                              | 「サーチン・フォー・マイ・フューチャー」     | 松本卓也                       |
| 第9回（2015）  | 映画.com賞                          | 「ぼくらのさいご」                           | 石橋夕帆                       |
| 第9回（2015）  | 男優賞                              | 「サーチン・フォー・マイ・フューチャー」     | 松本卓也                       |
| 第9回（2015）  | 女優賞                              | 「サーチン・フォー・マイ・フューチャー」     | 山本真由美                     |
| 第10回（2016） | 弁慶グランプリ                      | 「空(カラ)の味」                             | 塚田万理奈                     |
| 第10回（2016） | 映検審査員賞                        | 「空(カラ)の味」                             | 塚田万理奈                     |
| 第10回（2016） | 市民賞                              | 「空(カラ)の味」                             | 塚田万理奈                     |
| 第10回（2016） | 映画.com賞                          | 「私は渦の底から」                           | 野本梢                         |
| 第10回（2016） | 男優賞                              | 「トータスの旅」                             | 木村知貴                       |
| 第10回（2016） | 女優賞                              | 「空(カラ)の味」                             | 堀春菜                         |
| 第11回（2017） | 弁慶グランプリ                      | 「赤色彗星倶楽部」                           | 武井佑吏                       |
| 第11回（2017） | 観客賞/バンプレスト特別賞           | 「三尺魂」                                   | 加藤悦生                       |
| 第11回（2017） | キネマイスター賞/映画.com賞         | 「ラストラブレター（長尺版）」               | 森田博之                       |
| 第11回（2017） | 明日への期待賞（特別賞）            | 「戻る場所はもうない」                       | 笹井歳春                       |
| 第11回（2017） | 男優賞                              | 「戻る場所はもうない」                       | ルー大柴                       |
| 第11回（2017） | 女優賞                              | 「みつこと宇宙こぶ」                         | 小松未来                       |
| 第12回（2018） | 弁慶グランプリ                      | 「チョンティチャ」                           | 福田芽衣                       |
| 第12回（2018） | 観客賞                              | 「ウーマンウーマン」                         | 近藤啓介                       |
| 第12回（2018） | キネマイスター賞                    | 「すばらしき世界」                           | 石井達也                       |
| 第12回（2018） | 映画.com賞                          | 「不感症になっていくこれからの僕らについて」 | 品田誠                         |
| 第12回（2018） | TBSラジオ賞                         | 「からっぽ」                                 | 野村奈央                       |
| 第12回（2018） | 男優賞                              | 「すばらしき世界」                           | 團 悠哉                        |
| 第12回（2018） | 女優賞                              | 「チョンティチャ」                           | 長月 凛                        |
| 第13回（2019） | 弁慶グランプリ                      | 「おろかもの」                               | 芳賀俊・鈴木祥                 |
| 第13回（2019） | 観客賞                              | 「おろかもの」                               | 芳賀俊・鈴木祥                 |
| 第13回（2019） | キネマイスター賞                    | 「おろかもの」                               | 芳賀俊・鈴木祥                 |
| 第13回（2019） | 映画.com賞                          | 「もぐら」                                   | 山浦未陽                       |
| 第13回（2019） | TBSラジオ賞                         | 「中村屋酒店の兄弟」                         | 白磯大知                       |
| 第13回（2019） | 俳優賞                              | 「おろかもの」                               | 笠松七海・村田唯               |
| 第13回（2019） | 俳優賞                              | 「彼女はひとり」                             | 福永朱梨                       |
| 第14回（2020） | 弁慶グランプリ                      | 「愛のくだらない」                           | 野本梢                         |
| 第14回（2020） | 観客賞                              | 「マイライフ、ママライフ」                   | 亀山睦実                       |
| 第14回（2020） | キネマイスター賞                    | 「偽神」                                     | 小川深彩                       |
| 第14回（2020） | 映画.com賞                          | 「愛のくだらない」                           | 野本梢                         |
| 第14回（2020） | TBSラジオ賞                         | 「親鳥よ、静かに泣け」                       | 三浦克巳                       |
| 第14回（2020） | 俳優賞                              | 「いる」                                     | 礒部泰宏                       |
| 第15回（2021） | 弁慶グランプリ                      | 「ミューズは溺れない」                       | 淺雄望                         |
| 第15回（2021） | 審査員特別賞                        | 「情動」                                     | 林隆行                         |
| 第15回（2021） | 観客賞                              | 「ミューズは溺れない」                       | 淺雄望                         |
| 第15回（2021） | キネマイスター賞                    | 「魚の目」                                   | ますだあやこ・板野侑衣子       |
| 第15回（2021） | フィルミネーション賞                | 「ミューズは溺れない」                       | 淺雄望                         |
| 第15回（2021） | 映画.com賞                          | 「PARALLEL」                                 | 田中大貴                       |
| 第15回（2021） | 俳優賞                              | 「ミューズは溺れない」                       | 若杉凩                         |
| 第15回（2021） | 俳優賞                              | 「B/B」                                      | 倉嶋かれん                     |
| 第16回（2022） | 弁慶グランプリ                      | 「はこぶね」                                 | 大西諒                         |
| 第16回（2022） | 審査員特別賞                        | 「夢見るペトロ」                             | 田中さくら                     |
| 第16回（2022） | 観客賞                              | 「はこぶね」                                 | 大西諒                         |
| 第16回（2022） | キネマイスター賞                    | 「明ける夜に」                               | 堀内友貴                       |
| 第16回（2022） | フィルミネーション賞                | 「はこぶね」                                 | 大西諒                         |
| 第16回（2022） | 映画.com賞                          | 「明ける夜に」                               | 堀内友貴                       |
| 第16回（2022） | 俳優賞                              | 「四人姉妹」                                 | 菊池真琴                       |
| 第16回（2022） | 俳優賞                              | 「夢見るペトロ」                             | 前田紗葉                       |
| 第16回（2022） | スペシャルメンション                | 「はこぶね」                                 | 木村知貴                       |
| 第17回（2023） | 弁慶グランプリ                      | 「99％、いつも曇り」                         | 瑚海みどり                     |
| 第17回（2023） | キネマイスター賞                    | 「ラストホール」                             | 秋葉美希                       |
| 第17回（2023） | 観客賞                              | 「99％、いつも曇り」                         | 瑚海みどり                     |
| 第17回（2023） | 俳優賞                              | 「99％、いつも曇り」                         | 瑚海みどり                     |
| 第17回（2023） | 俳優賞                              | 「99％、いつも曇り」                         | 二階堂智                       |
| 第17回（2023） | 映画.com賞                          | 「ゴミ屑と花」                               | 大黒友也                       |
| 第17回（2023） | フィルミネーション賞                | 「ロマンチック金銭感覚」                     | 緑茶麻悠・佐伯龍蔵             |
| 第17回（2023） | わいず倶楽部賞                      | 「99％、いつも曇り」                         | 瑚海みどり                     |
| 第18回（2024） | 弁慶グランプリ                      | 「噛む家族」                                 | 馬渕ありさ                     |
| 第18回（2024） | キネマイスター賞                    | 「よそ者の会」                               | 西崎羽美                       |
| 第18回（2024） | キネマイスター賞                    | 「噛む家族」                                 | 馬渕ありさ                     |
| 第18回（2024） | 観客賞                              | 「噛む家族」                                 | 馬渕ありさ                     |
| 第18回（2024） | 俳優賞                              | 「温帯の君へ」                               | 山下諒・二田絢乃・さいとうなり |
| 第18回（2024） | 俳優賞                              | 「わたしの頭はいつもうるさい」               | 宮森玲実                       |
| 第18回（2024） | 映画.com賞                          | 「天使たち」                                 | 木村ナイマ                     |
| 第18回（2024） | フィルミネーション賞                | 「噛む家族」                                 | 馬渕ありさ                     |
| 第18回（2024） | わいず倶楽部賞                      | 「噛む家族」                                 | 馬渕ありさ                     |